# Salvia oligantha
Salvia oligantha là một loài thực vật có hoa trong họ Hoa môi. Loài này được Dusén miêu tả khoa học đầu tiên năm 1909.